# Friedrich Risner
Pour les articles homonymes, voir Risner.
Friedrich Risner ou  Frédéric Riesner, né à Bad Hersfeld en Allemagne, mort vers 1580 à Hersfeld, est un mathématicien et physicien d'origine allemande.

## Biographie
Friedrich Risner est né à Hersfeld. Sa date de naissance est inconnue mais certains auteurs donnent 1533, d'autres 1520. C'est un disciple et un élève de Pierre de La Ramée, nommé  titulaire de la chaire de mathématiques du Collège Royal de France à Paris,, en 1576, chaire qu'il refuse d'usurper après la mort de son maître. Laissé trois mois vacante, celle-ci est remise au concours et octroyé à Maurice Bressieu tandis qu'un autre poste était créé pour Jean Stadius.
Risner est l'éditeur de la traduction latine du traité d'optique d'Alhazen par Vitellion : Opticæ thesaurus: Alhazeni Arabis libri septem, nuncprimum editi; Ejusdem liber De Crepusculis et nubium ascensionibus (1572). Cet ouvrage, qui réunit les premières observations quantitatives sur la réfraction lumineuse, a une énorme influence sur la philosophie naturelle et inspire par la suite Johannes Kepler, Christiaan Huygens et René Descartes.
On attribue à Risner la construction de la première chambre noire portative. 
Frédéric Riesner meurt vers 1580 à Hersfeld. Il est inhumé dans l'abbaye, aujourd'hui en ruines, de cette ville.

## Publications
- Friedrich Risner (Ed.): Opticae thesaurus: Alhazeni arabis libri septem,... eiusdem liber de crepusculis et nubium ascensionibus. Item Vitellonis Thuringopoloni libre X, éditée par Friedrich Reisner avec son maitre Pierre de la Ramée à Paris, et imprimée à Bâle en 1572 par l'archevêque de cette ville ; réimpr. Johnson Reprint, NY (1972) avec une introduction et des notes de David Lindberg[6].
- Friedrich Risner :  Opticae libri quatuor ex voto Petri Rami publiée posthume[7] à Cassel, en 1606.